# Drager (genetica)

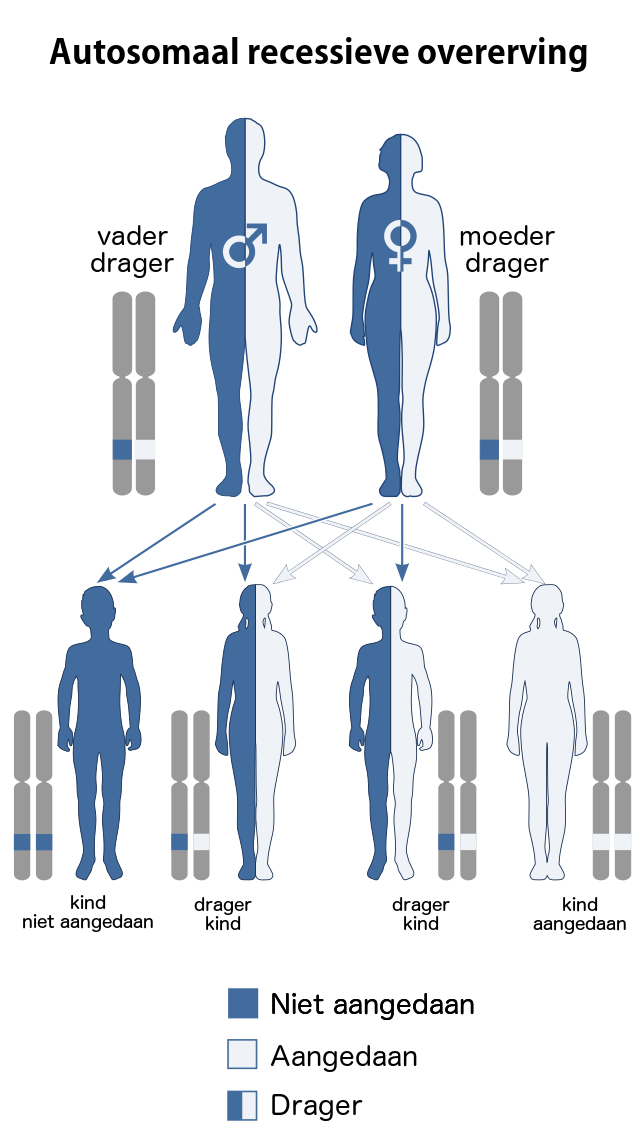
Autosomale overerving

Een drager is iemand die een genetische ziekte of afwijking bij zich draagt, maar meestal zelf geen verschijnselen heeft.
Deze term wordt voornamelijk gebruikt bij een autosomaal recessieve aandoening of overerving. Dit betekent dat wanneer allebei de ouders drager zijn van een afwijkend gen, er 25% kans is om een kind te krijgen met de ziekte of afwijking. Er is 75% kans om een kind te krijgen zonder de ziekte of afwijking. Wel is 2/3 van die kinderen ook drager van de ziekte of afwijking. Wanneer maar een van de ouders drager is, zal het kind 50% kans hebben om ook drager te worden en 50% om geen drager te zijn.
Soms wordt er ook over dragerschap gesproken wanneer het gaat over autosomaal dominant overervende aandoeningen. Ook al is er een dominante afwijking aanwezig, de ziekte heeft zich (nog) niet ontwikkeld. Een voorbeeld is het dragerschap van erfelijke borstkanker.
Dragerschap heeft overigens niet per se betrekking op een ongunstige of ziekelijke eigenschap. Zo kan men ook drager zijn voor een gen dat verantwoordelijk is voor een volkomen onschuldige eigenschap zoals blondheid.